# 梅機關
梅機關，是中國抗日戰爭期間，日本在上海设立的办事机构，负责協助汪精卫成立汪精衛政權，打擊重慶國民政府在日佔區的特務工作。
1939年8月22日，經過日本五相會議決定，日本陆军少将影佐祯昭在上海虹口区北四川路（今四川北路）的“梅华堂”成立办事處，參謀本部將其工作稱為「梅工作」，機關稱為「梅機關」。其成员包括了日本陆军省、海军省、外务省的代表和民間人士共三十余人。其辦公經費由陸軍負責，人事與交通經費由各部會負責，因此梅機關不是純粹的日本陸軍機構，而是不同政府部門與民間的合作機構。
远藤誉称，中共代表潘漢年透過岩井英一與影佐禎昭於1939年9月會談，主要有五點：
1. 日軍與中共部隊停止一切軍事行動，互相和平共處。
2. 中共負責保護鐵路交通安全，不得破壞。
3. 中共可到日佔區採購戰略物資。
4. 日軍對中共開放長江封鎖線。
5. 中共人員物資可順利在長江兩岸通行。

## 相關著作
- 陳鵬仁. . 聯經出版事業. 1999年6月24日  [2018年8月26日]. ISBN 978-957-08-1966-3. （原始内容存档于2019年2月1日）.
- 丸山静雄. . 後樂書房. 1950年. ASIN B000JBIMKK. OCLC 33609434 （日语）.